# Rośliny piętra kosówki
Rośliny piętra kosówki (załącznik do artykułu piętro kosówki)

## A
- arnika górska
- aster alpejski

## B
- babka górska
- bartsja alpejska
- bażyna czarna
- bliźniczka psia trawka
- bodziszek cuchnący
- bodziszek żałobny
- boimka dwurzędowa
- borówka bagienna
- borówka brusznica
- borówka czarna
- brodawnik tatrzański

## C
- chaber alpejski
- chaber miękkowłosy
- ciemiężyca zielona
- czosnek skalny

## D
- dębik ośmiopłatkowy
- driakiew lśniąca
- dziewięciornik błotny
- dziewięćsił bezłodygowy
- dzięgiel litwor
- dzwonek alpejski
- dzwonek drobny
- dzwonek skupiony
- dzwonek Scheuchzera
- dzwonek wąskolistny

## F
- fiołek alpejski
- fiołek dwukwiatowy
- fiołek żółty sudecki

## G
- gęsiówka alpejska
- głodek mrzygłód
- gnidosz dwubarwny
- gnidosz Hacqueta
- gnidosz okółkowy
- gołek białawy
- gółka długoostrogowa
- goryczka kropkowana
- goryczka krótkołodygowa
- goryczka krzyżowa
- goryczka przezroczysta
- goryczka śniegowa
- goryczka trojeściowa
- goryczka wiosenna
- goryczuszka lodnikowa
- goryczuszka orzęsiona
- goryczuszka wczesna
- goździk lodowcowy
- goździk lśniący
- goździk okazały
- goździk postrzępiony wczesny
- gółka wonna
- gruszyczka mniejsza

## J
- jarząb pospolity
- jarzmianka większa
- jaskier alpejski
- jaskier halny
- jaskier lodnikowy
- jaskier okrągłolistny
- jaskier platanolistny
- jaskier skalny
- jastrun okrągłolistny
- jastrzębiec alpejski
- jastrzębiec pomarańczowy

## K
- knieć błotna górska
- komonica zwyczajna
- koniczyna brunatna
- konwalijka dwulistna
- kosatka kielichowa
- kosmatka brunatna
- kosmatka kłosowa
- kosmatka olbrzymia
- kosmatka sudecka
- kosodrzewina (sosna górska)
- kostrzewa barwna
- kostrzewa niska
- kozibród wschodni
- krwawnik sudecki
- krzyżownica gorzka
- kuklik górski
- kuklik rozesłany
- kuklik zwisły

## L
- len karpacki
- leniec alpejski
- lepiężnik biały
- lepiężnik wyłysiały
- lepnica bezłodygowa
- lepnica rozdęta
- liczydło górskie
- lilia bulwkowata
- lilia złotogłów
- lilijka alpejska
- listera jajowata
- listera sercowata

## Ł
- łyszczec rozesłany

## M
- macierzanka halna
- macierzanka karpacka
- mak alpejski
- marchwica pospolita
- miłosna górska
- modrzyk górski
- mokrzyca Kitaibela
- mokrzyca rozchodnikowata

## N
- naparstnica zwyczajna
- naradka mlecznobiała
- naradka włosista
- nawłoć alpejska
- niebielistka trwała
- niezapominajka alpejska
- niezapominajka błotna

## O
- omieg górski
- omieg kozłowiec
- orlik pospolity
- opierstka alpejska
- oset łopianowaty
- oset siny
- ostrołódka Hallera
- ostrołódka karpacka
- ostrołódka polna
- ostrożeń dwubarwny
- ostrożeń lepki
- ostróżka tatrzańska
- ostróżka wyniosła
- ozorka zielona

## P
- parzydło leśne
- pełnik alpejski
- pępawa Jacquina
- piaskowiec orzęsiony
- pięciornik alpejski
- pierwiosnek Hallera
- pierwiosnek łyszczak
- pierwiosnek maleńki
- pierwiosnek wyniosły
- pięciornik złoty
- pleszczotka górska
- podbiał pospolity
- podbiałek alpejski
- porzeczka alpejska
- porzeczka skalna
- posłonek rozesłany nagi
- posłonek rozesłany wielkokwiatowy
- potrostek alpejski
- powojnik alpejski
- prosienicznik jednogłówkowy
- przelot alpejski
- przenęt purpurowy
- przetacznik alpejski
- przetacznik krzewinkowy
- przetacznik ożankowy
- przetacznik różyczkowaty
- przymiotno alpejskie
- przymiotno węgierskie
- pszeniec leśny
- pszonak Wahlenberga

## R
- rdest wężownik
- rdest żyworodny
- rogownica Raciborskiego
- rogownica szerokolistna
- rojnik górski
- rojownik włochaty
- rozchodnik alpejski
- rozchodnik czarniawy
- rozchodnik karpacki
- rozrzutka alpejska
- róża alpejska
- różeniec górski
- rutewnik jaskrowaty
- rutewka orlikolistna
- rzeżucha gorzka
- rzeżuszka alpejska
- rzeżusznik piaskowy

## S
- sasanka alpejska
- sesleria skalna
- sesleria tatrzańska
- siekiernica górska
- sit skucina
- skalnica darniowa
- skalnica dwuletnia
- skalnica gronkowa
- skalnica jastrzębcowata
- skalnica karpacka
- skalnica nakrapiana
- skalnica naprzeciwlistna
- skalnica naradkowata
- skalnica mchowata
- skalnica odgiętolistna
- skalnica seledynowa
- skalnica tatrzańska
- skalnica zwisła
- słonecznica wąskolistna
- sosna limba
- sparceta górska
- starzec gajowy
- starzec górski
- starzec karpacki
- starzec kędzierzawy
- starzec kraiński
- stokrotnica górska
- storczyca kulista
- storzan bezlistny
- szafran spiski
- szarota norweska
- szarotka alpejska
- szczaw alpejski
- szczawik zajęczy
- szczawiór alpejski

## Ś
- śledziennica skrętolistna
- świerzbnica karpacka
- świetlik tatrzański

## T
- tłustosz alpejski
- tojad dzióbaty
- tojad mocny
- traganek jasny
- traganek wytrzymały
- trzcinnik owłosiony
- turzyca dzióbkowata
- turzyca mocna

## U
- urdzik karpacki

## W
- warzuszka skalna
- wełnianka pochwowata
- wełnianka szerokolistna
- widliczka ostrozębna
- widłak goździsty
- wiechlina alpejska
- wiechlina wiotka
- wierzba alpejska
- wierzba szwajcarska
- wierzba śląska
- wierzba zielna
- wierzba żyłkowana
- wierzba wykrojona
- wierzbownica okółkowa
- wierzbówka kiprzyca
- wroniec widlasty
- wrzos pospolity

## Z
- zanokcica zielona
- zawilec narcyzowaty
- zerwa kłosowa
- zerwa kulista
- złocieniec alpejski

## Ż
- żywiec gruczołowaty